# Třída Nelson
Třída Nelson byla třídou bitevních lodí Royal Navy, skládající se z jednotek Nelson a Rodney. Lodě byly stavěny už v souladu s omezeními, ke kterým se Velká Británie zavázala na Washingtonské konferenci (např. výtlak do 35 000 tun). Ráže jejich hlavních děl měla být omezena na 381 mm, ale jelikož USA (třída Colorado) i Japonsko (třída Nagato) dokončovalo bitevní lodě s děly ráže 406 mm, Velká Británie získala výjimku z desetiletého zákazu na stavbu nových bitevních lodí, aby mohla postavit plavidla se srovnatelnými parametry. Třída Nelson představovala první britské bitevní lodě stavěné od roku 1913, kdy byla objednána třída Revenge a poslední lodě tohoto typu až do roku 1936, kdy byly objednány lodě třídy King George V.

## Konstrukce

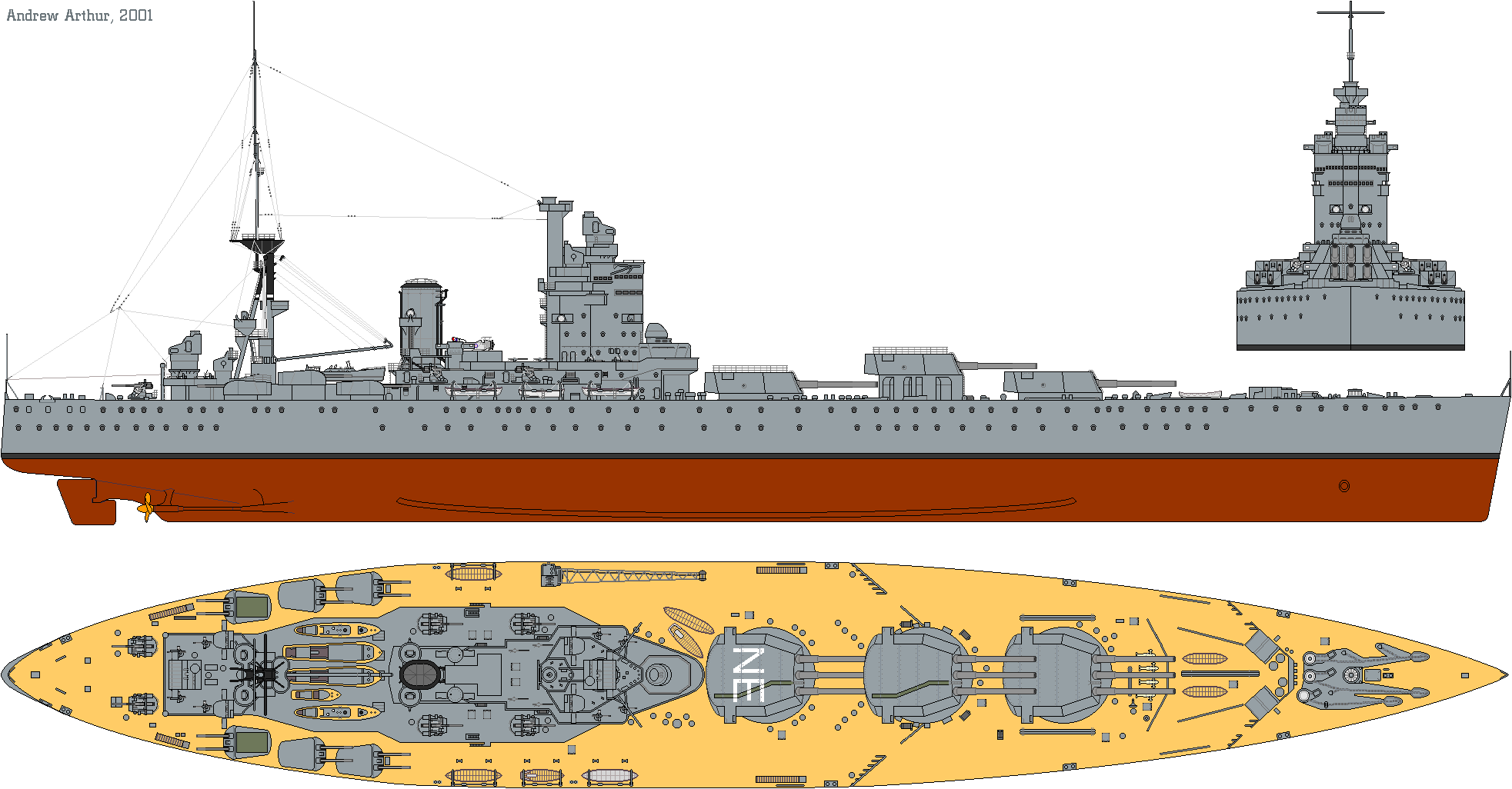
Nelson

Při jejich stavbě se vycházelo z nerealizovaných projektů G 3 (bitevní křižník) a N 3 (bitevní loď). Hlavní výzbroj tvořilo devět 406mm děl ve třídělových věžích, které byly všechny soustředěny v přední polovině lodi před nástavbou. Na zádi byla soustředěna výzbroj sekundární ráže – 12 kusů 152mm kanónů umístěných ve dvoudělových věžích po třech na každé straně nástavby. Podobné věže byly později používány i u britských lehkých křižníků. Lehká výzbroj se postupně měnila a byla zesilována. Lodě nesly dva pevné podvodní torpédomety. Rodney dostal před válkou katapult (nesl ho do roku 1943).
U lodí bylo použito integrální pancéřování, boční pancéřový pás měl sílu až 356 mm, paluba byla nejsilnější v místě muničních skladů a to 159 mm. Naopak pohonný systém měl pro ušetření hmotnosti nedostatečný výkon 45 000 hp a lodě proto dosahovaly rychlosti jen 23 uzlů, která byla za druhé světové války už nedostatečná. Především během války byly lodě často upravovány, přičemž zejména byla zesilována jejich protiletadlová výzbroj a instalovány moderní radary.

## Operační nasazení
Nelson zasáhla už 30. října 1939 tři torpéda z německé ponorky U-56, která ale nevybuchla. Dne 4. prosince 1939 ho však na osm měsíců vyřadil výbuch německé magnetické miny. Rodney hrál důležitou úlohu při potopení německé bitevní lodě Bismarck. V roce 1941 byly Nelson a Rodney součástí svazu H v Gibraltaru. Dne 27. září 1941 byl Nelson při doprovodu konvoje zasažen italským leteckým torpédem. V roce 1942 se Nelson a Rodney podílely na vylodění v Severní Africe, v následujícím roce i na vylodění na Sicílii a v Itálii. V roce 1944 Nelson a Rodney podporovaly vylodění v Normandii. V prosinci 1946 byl Rodney převeden do rezervy (pohonný systém měl časté havárie a loď také nebyla do takové míry modernizována jako sesterský Nelson). Obě lodě pak byly sešrotovány v letech 1948–1949.